# Peterson Silvino da Cruz
Peterson Silvino da Cruz, mais conhecido como Peu (Itajaí, 24 de abril de 1993), é um futebolista brasileiro que atua como atacante. Atualmente, joga pelo Sport Sinop.

## Carreira
Peu começou a jogar futebol aos seis anos de idade no Colegio Paulina Gaya e também jogando futsal pela CAIC. Ele atuou também pela Escola de Futebol União Navegantes e depois passou por várias equipes de nível inferior, como o Marcílio Dias, AFEG (Associação de Futebol Educacional de Guabiruba), Sampaio Corrêa e Remo, para finalmente jogar nas categorias de base do Internacional, onde venceu a tríplice coroa das categorias de base do Campeonato Gaúcho, mirim, juvenil e júnior (2006, 2007, 2008).
Em 2009, Peu foi contratado pelo Avaí Futebol Clube, onde jogou durante três anos com equipes das categorias de base. Ele jogou uma partida do Campeonato Catarinense com a equipe principal em 17 de abril de 2011, na vitória do Avaí contra o Concórdia por 4 a 0, entrando no minuto 68 e aos 81 marcou um gol. No Campeonato Catarinense 2012, onde, apesar de não ter participação, fez parte da primeira equipe que sagrou-se campeão ao fim da competição. Ele também participou da Copa do Brasil de Futebol Sub-20 de 2012, marcando um gol de pênalti na primeira partida do Avaí contra o Sport Club Corinthians Paulista. Depois disso, ele passou por um período de treinamentos na Lazio, na Itália, onde conheceu o também brasileiro Hernanes.
Em janeiro de 2013, Peu ingressou na equipe B do Fluminense Football Club. Ele participou da Deyna Cup, jogou as duas partidas do torneio e marcou um gol contra o Austria Vienna. Neste torneio Peu atraiu a atenção dos gerentes poloneses do Légia Varsóvia, que o contrataram por empréstimo para um período de seis meses, iniciando em 6 de agosto. Ele atuou pela equipe filial da quarta divisão da Polônia (III League). Ele fez sua estréia no dia 24 de agosto no empate contra o WKS Wieluń, seu primeiro gol aconteceu no dia 1 de setembro, na vitória contra o Omega Kleszczów por 2 a 0. Em seu terceiro jogo, em 4 de setembro, ele marcou um Hat-trick contra o Mechanik Radomsko. No total Peu atuou em 15 partidas e marcou seis gols.
Quando finalizou seu empréstimo, em janeiro de 2014, Peu retornou ao Fluminense e, um mês depois, foi emprestado novamente para a equipe Sub-20 do Club Santos Laguna, da Primeira Divisão do México. Para o Torneio Apertura de 2014, o clube renovou seu empréstimo e ele foi integrado à equipe principal. Depois de jogar os dois primeiros jogos da temporada com o sub-20 e marcar três gols, Peu foi convocado pelo treinador Pedro Caixinha para participar da Copa México e, em 5 de agosto de 2014, estreou ao entrar no intervalo no lugar de Mauro Cejas, no jogo que terminou empatado em zero a zero entre o Santos e o Atlético de San Luis. Quatro dias depois, no dia 9 de agosto, conseguiu estrear em uma competição de primeira divisão, na derrota em casa do Santos Laguna contra o Querétaro, entrando no minuto 32 no lugar de Sergio Ceballos.
No dia 4 de novembro, o Santos Laguna jogou a final da Copa contra o Club Puebla, o time terminou com um empate de dois a dois e nos pênaltis, o Santos marcou todas as penalidades, o que resultou no primeiro título de Peu com o time.

## Títulos
Avaí
- Campeonato Catarinense de Futebol: 2012

Santos Laguna
- Copa México: Apertura 2014

Paysandu
- Copa Verde: 2018